# درایور بوستر
درایور بوستر (به انگلیسی: Driver Booster) نرم‌افزاری آنلاین برای نصب و به روزرسانی درایورهای منسوخ شده‌است که توسط آیوبیت ساخته شده و قادر است درایور قطعه‌های مختلف را شناسایی کرده و آخرین نسخه آن‌ها را از سرور ابری خود دانلود و نصب کند. درایور بوستر قبل از نصب درایورهای جدید یک نقطه بازیابی ایجاد می‌کند.

## ویژگی‌ها

### پایگاه داده بزرگ درایور
پایگاه داده درایور این نرم‌افزار شامل ۱۵ میلیون درایور است. این درایورها از وبگاه رسمی شرکت‌های سازنده قطعات دریافت شده‌اند و دارای گواهینامه WHQL مایکروسافت هستند.

### تشخیص درایورهای قدیمی
به طور پیش فرض نرم افزار هر بار که شروع بکار می‌کند بصورت خودکار درایورهای قدیمی را اسکن و بروزرسانی می‌کند. کاربران می‌توانند این تنظیمات را شخصی سازی کرده و یک اسکن روزانه، هفتگی یا ماهانه را برنامه ریزی کنند.

### رفع مشکلات ویندوز
صفحه آبی مرگ که گاهی وقت‌ها ناشی از نصب درایورهای غیررسمی و مشابه است، مشکلات مربوط به کارت صدا و کارت شبکه با به‌روزرسانی و جایگزینی درایورها برطرف خواهند شد.

### افزایش سرعت اجرای بازی‌های ویدئویی
این ویژگی شامل غیرفعال کردن برنامه‌های غیر ضروری جهت بهبود فضای آزاد حافظه رَم و پردازنده مرکزی است تا منابع بیشتری برای اجرای  بازی‌های ویدئویی در دسترس باشد.

### پشتیبان‌گیری از درایور‌ها
امکان پشتیبان‌گیری از درایور‌های نصب و یا بروزرسانی شده برای کاربران فراهم است. 